# 曾广照
曾广照，湖南衡阳人，清朝政治人物。
曾广照曾于1872年接替王鸿训任宝山县知县一职，1872年由张振陛接任。